# Patricia Betancort
Patricia Betancort de Diego (Las Palmas de Gran Canaria, Islas Canarias, 25 de marzo de 1970) es una presentadora de televisión española. Estudió Ciencias empresariales en la Universidad de Sevilla, además de Arte dramático en Teatro Acción Futura. Tiene cursos de locución, doblaje, entre otros.

## Biografía
Su carrera en el mundo de televisión comienza tras las cámaras, en el departamento de producción. Su primer trabajo es como Auxiliar en el programa de Antena 3, Viva la gente en 1992. En el año 1993 se convierte en ayudante en el programa Aquí y ahora de Telemadrid. Ese mismo año es también ayudante en el espacio Super Rescat, pasando a ser la productora del espacio Elles i els, en 1994 es coordinadora en el reality Crónica amarga, todos ellos en el extinto Canal 9. En 1994 también, da el salto ante las cámaras como reportera del espacio La mar de cosas en Canal Sur. En el verano de ese año por primera vez presenta y dirige un espacio, Capricho de verano, en Radio Televisión de Mallorca y presenta los informativos de Canal 7 en Madrid. Desde entonces ha dirigido varios espacios en diversos medios de comunicación.
A finales de año es reportera, redactora y en ocasiones co-presentadora del espacio Por hablar que no quede con Julián Lago en Telecinco. Tras la cancelación de este espacio ya en 1995, la cadena decide que presente la información meteorológica en sus informativos.
Tras el verano de 1995 copresenta la gala Telemaratón 95, dirigida por Jesús Hermida en Antena 3. A finales de 1996 y parte de 1997 ejerce de redactora en Sorpresa, sorpresa, dirigido por Giorgio Aresu y presentado por Isabel Gemio en Antena 3.
En 1996, es redactora del programa El semáforo de La 1 y en 1997 es redactora jefa de la serie de documentales Bodegas del Mediterráneo. Entre 1997 y 1998 presenta un total de 144 ediciones del programa de La 2, El Imperdible. Durante 1998 realiza sustituciones como presentadora de En Cartelera de La 1. En 1998 copresenta la gala de equipos de la Vuelta ciclista a España. Ese mismo año comienza el espacio Código Alfa en La 2, sobre las fuerzas armadas, que presenta un total de 160 ediciones hasta 2001.
Durante la temporada 1999/2000 es la presentadora de exteriores del concurso ¿Qué apostamos? en La 1. Desde diciembre de 2000 a julio de 2004 presenta el programa de La 2, España en comunidad, elaborado por los centros territoriales de TVE. Y entre 2002 y 2003 co-presenta el Sorteo Extraordinario de Navidad con Marisa Abad. Así como diversas galas, Gala FAO (en 2000 con Paloma Lago y Josema Yuste; en 2001 con Antonia Dell'Atte, Miguel Ángel Tobías y María San Juan y en 2002 con Miguel Ángel Tobías y Jennifer Rope), Galas Suena la noche (4 programas con Guillermo Romero en verano de 2002), Gala musical de la Cabalgata de Reyes (con Fofito en 2001; con Miguel Ángel Tobías en 2002 y con Raúl y Fofito en 2003) y Gala Corazón voluntariado (2003).
Durante 2004 y hasta 2005 presentó y dirigió 180 programas del magazine Tarde a tarde para 64 televisiones locales pertenecientes a la plataforma UNE, propiedad de Mediaset.
Inicia su etapa en Castilla-La Mancha Televisión con la presentación de la Gala solidaria Menudos corazones y en septiembre de 2005 se pone al frente de las ediciones de fin de semana de CMT Noticias hasta 2007. Entre 2007 y 2008, presenta la edición diaria de sobremesa CMT Noticias 1. Entre 2008 y 2011 presenta el programa Castilla-La Mancha en vivo (adaptación manchega de Madrid directo). Desde 2005 hasta 2010 presentó el Sorteo Extraordinario de Navidad y de 2006 a 2011 el Sorteo Extraordinario del Niño. Presentó la Gala Fin de año 2010 del canal. De 2007 a 2010 presentó para todos los canales de la FORTA, la Copa OXER.
Entre mayo de 2012 y enero de 2017, presenta 300 programas de D.lujo en Divinity. Durante 2012 y 2013 presentó en La Nueve el programa VitalBien, que el grupo producía junto a la cadena de clínicas dentales Vitaldent.
Desde marzo de 2014 y hasta diciembre de 2017 fue presentadora del programa de sucesos Detrás de la verdad, hasta 2017 junto a David Aleman y los últimos meses con Ricardo Altable. El programa fue cancelado por una gran polémica, por mostrar imágenes de la víctima del Caso de La Manada. En este periodo presenta 100 programas del magazine diario Al descubierto y realiza retransmisiones en directo para la cadena durante 2016 y 2017 y es reportera en Waslala (Nicaragua) con Ayuda en Acción para el programa especial Contra la pobreza infantil, apadrina, presentado por Nieves Herrero e Irma Soriano.
A finales de 2017 y tras anunciarse la cancelación del programa Detrás de la verdad, decide embarcarse en una nueva aventura, en este caso radiofónica. Crea, dirige y locuta los sábados y domingos La vida en vinilo en la emisora Plus Radio. Además desde junio a diciembre de 2018 copresenta con Ramón García en Castilla-La Mancha Televisión el programa En compañía. En 2018, colabora en el programa Buenos días, Buenas tardes del canal internacional de TVE, presentado por Jose Toledo, en el cual se encarga de la sección "Hispanos por España".
En septiembre de 2019 regresa a la cadena TRECE después de dos años y lo hace para presentar el Cine Western tras la salida de Irma Soriano de la cadena y colabora cada viernes en la trastienda de Trece al día con La Dolce Vita, es colaboradora habitual de La lupa de la mañana y se estrena en la literatura con la publicación de La Reina Amazona (La Esfera de los Libros).

## Vida privada
Estuvo casada 10 años (2006-2016) con Bartolo Conte (implicado en el caso Vitaldent) con quien ha tenido dos hijos.